# Manlio Maradei
Manlio Maradei (Roma, 6 dicembre 1930 – Roma, 5 gennaio 2024) è stato un giornalista e scrittore italiano.

## Biografia
Frequentò il liceo classico prendendo il diploma di maturità nel 1948. Si iscrisse alla facoltà di giurisprudenza per poi laurearsi nel 1954: il titolo della tesi era "Esistenzialismo e diritto". Nel frattempo frequentava le lezioni alla facoltà di lettere, scriveva articoli su giornali. Appassionato di cinema già dal primo dopoguerra, lavorava nei circoli del cinema, frequentava i festival e fondò il CUC, Centro Universitario Cinematografico, creando anche un documentario.
Si è occupato di giornalismo cinematografico prima di passare al giornalismo di informazione;  fra la fine degli anni ’50 e gli anni ’60 lavorò per il settimanale d’attualità Rotosei diretto da Luciano Doddoli, con cui collaborò per le opere "Storia degli ultimi vent'anni" e "Il terzo Reich". Per vent'anni fece parte della redazione del settimanale L'Espresso, con prevalente incarico di iniziative speciali (soprattutto supplementi di carattere storico, di sociologia del turismo, eccetera, e curò il supplemento "Vacanze intelligenti"). Vi lavorò a lungo anche come "rewriter", correttore di articoli dei redattori. Per un breve periodo fu iscritto al Partito Socialista Italiano.
Appassionato viaggiatore, ricercatore e fotografo, visitava i luoghi che lo interessavano, dall'India (che visitò quattro volte) a Monte Athos alle Bahamas e i luoghi più suggestivi e poco visitati delle città di tutta Italia. Ne ricavava degli articoli che, oltre a L'Espresso, venivano pubblicati su riviste come Tuttoturismo, L'Europeo, TempoImmagine, MondoCucina, Vogue Italia, Firma e altri. Attività che continuò anche dopo esser andato in pensione, nel 1986.
Saggista e giornalista, ha fatto parte del comitato di consulenza di Abstracta, il mensile di studi esoterici, a cui ha anche collaborato con vari saggi.

## Vita personale
Nel 1954, al festival di Cannes, conobbe la giornalista greca Rosita Sokou con la quale si sposò nel 1957. Nel 1958 ne ebbe una figlia, Irene-Maria-Beatrice Maradei, da cui ebbe due nipoti, Tancredi-Emilio (1993) e Lavinia-Farida (1997).
Nel 1976 Manlio e Rosita divorziarono e lui si sposò in seconde nozze con Luce Bova, con la quale rimase fino alla morte di lei, nel dicembre del 2015.
Passò i suoi ultimi anni coltivando la sua passione per la lettura, la scrittura, la ricerca spirituale e mantenne le sue facoltà mentali intatte fino all'ultimo. Morì nella sua casa di Roma il 5 gennaio 2024, tra le braccia della figlia e del nipote.

## Scrittore

### La spada del trenta
Il suo primo romanzo, La Spada del Trenta (1977), attirò il vivo interesse della critica.
“La spada del trenta”, questo non precoce esordio narrativo di Manlio Maradei, pubblicista quarantasettenne, autore finora di volumi di storia, ha qualcosa di libero e di insolito.  Lo scrittore vi presenta, senza forzature o timori, un mondo assai speciale che lo riguarda intimamente.  In questo resoconto di un viaggio dell’anima (“Il Baltico è il mio Muro del Pianto, la Mecca, il Bosco dove fiorisce il ramo d’oro”), il prosaico e l’ineffabile, ora si contrappongono, ora si intrecciano (si pensi al tema del “mestiere giusto”, quello che ti risparmia la “dissociazione”, del quale Ermanno parla a lungo con Michele e i suoi amici).
Maradei ricorda altri scrittori di temi spiritualistici (mettiamo, Herman Hesse, o Klossowski, o certo Landolfi, e persino Castaneda), ma non somiglia a nessuno.  I due episodi di rilievo de “La spada del trenta” sono la fine del Venerabile Saverio (l’addio e il funerale), e la quadriduana iniziazione di Ermanno.
L'esperienza che Maradei fa percorrere al suo personaggio non si figura come un sentiero in fondo al quale c'è la salvezza individuale, ma costituisce piuttosto l'inizio dell'inserimento in una società, dove tutto è ricondotto a unità, e perciò innestare un ciliegio, o concimare un campo, non ti rende diverso. Forse, proprio tenendo presente questo motivo, qualche critico ha parlato de La Spada del Trenta come di un "manifesto dello spiritualismo socialista".  È certo comunque che Maradei tenta un recupero di quella zona misteriosofica o magica della vita, completamente sepolta, ignorata o addirittura cancellata dalla frenesia schizoide del mondo contemporaneo.

### Nove Lune Altrove
Dall'introduzione di Angelo Manuali:
Nel percorso del protagonista Orazio, essi noteranno forti analogie con il cammino iniziatico, a partire dal metodo di morte e rinascita messo in atto da Orazio quando viene colpito dalla tragedia (lo sterminio della sua famiglia in uno dei sanguinosi week end italiani).
Il processo di mortificazione avviene con l'annullamento della identità: cancellata la famiglia, si cancellano anche le amicizie, la professione, il nome, la virilità, lo stesso aspetto fisico. “Dal nulla”, dice Orazio, “si può ricominciare ma il nulla non è a portata di mano”, anche il nulla va conquistato con duro lavoro.
Basterebbe leggere la sublime canzone del forestiero, nel quarto capitolo, per intendere il vigore simbolico di questo libro. In pochi versi balza evidente tutto l’itinerario del cercatore, dall’annullamento fino alla verità e alla luce (qui personificate come una entità vive).
Con meditata lettura si possono scorgere, come in filigrana, altri mondi e altri livelli. Appare allora il tema portante del libro, la “cerca”: una uscita da se stesso per conquistare il Sé, quel nucleo psicospirituale che fa da congiunzione fra l’individuo e la sua essenza divina. Cerca del Sacro per ricostruire e rinascere dopo la mortificazione. Completata la prima fase, Orazio avanza con l’apprendimento (presso l’eremita) e con il magistero(nel ritiro del bosco). Da questo punto in poi, egli irradia il suo benefico influsso su quanti lo circondano.
Ma c’è anche il Nemico: una setta malefica ha compiuto un delitto e ha sparso indizi su un innocente pastore macedone. Orazio ne assume la difesa rientrando (purificato e fortificato) nella sua professione di avvocato penalista. La cerca è durata nove mesi, il lutto è finito, l’uomo nuovo è nato.
Per Orazio, “ogni libro serve a salirci; due o tre centimetri sotto i piedi, finché arrivi a guardare oltre il muro che nasconde l’infinito”; ma il libro  va poi abbandonato   come si abbandona la scala dopo essere arrivati in  cima (senza elucubrare sui pioli).

### Iniziazione e segreto massonico: Problematiche e prospettive per il terzo millennio
Uno dei numerosi saggi ispirati dalla massoneria, era "Iniziazione e segreto massonico". Nella recensione del libro, su "Officinae" si legge:
Già di lui la Rivista Massonica di Palazzo Giustiniani ha scritto "è un autore che può illuminare sulla vera sostanza di una comunità fraterna".
Il suo lavoro rappresenta in termini profani una specialistica analisi dell'iniziazione e del segreto massonico, un'indagine scientifica di alta qualità compiuta con riscontri documentali rintracciati negli archivi dell'istituzione.
Inoltre il suo lavoro non si è concluso "sul dato di fatto e sull'apparente", bensì ha cercato d'indagare anche le cause psicologiche dell'attaccamento dell'iniziato alla propria istituzione ed al "segreto". Dalla lettura di queste pagine scaturisce chiara anche l'appartenenza alla Massoneria dell'autore, un'appartenenza che non ne condiziona il giudizio valoriale, ma comunque gli fa dire di volere una Massoneria libera e forte, preparata ad affrontare le sfide del terzo millennio con la propria dialettica culturale originaria.
Nella stessa recensione si fa riferimento a qualcosa che gli stava molto a cuore, cioè il desiderio portare questi temi alla portata del pubblico generale:
Il fatto poi che il libro sia pubblicato con un editore non specialistico nella "nicchia" esoterica, è una scelta di campo ben precisa, cioè c'è la voglia di far uscire la Massoneria dall'anonimato o meglio dalla clandestinità in cui una falsa rappresentazione del ruolo l'ha costretta. Quindi c'è un desiderio di farsi leggere anche dai non iniziati

#### Dalla Prefazione del libro
"Nella bibliografia massonica, ormai molto ricca, mancava uno studio accurato sul segreto. Sei capitoli di questo libro analizzano perciò il segreto, individuandone le cause storiche e psicologiche, e le paralizzanti conseguenze. Alcune pagine indicano anche i modi per cominciare a uscire dalla prigione del segreto settario: senza rinunciare a un solo granello del patrimonio di simboli, riti, principi e metodi che fanno la sostanza dell’iniziazione liberomuratoria.
A chiedere l’abolizione del segreto settario, sono i fratelli più limpidi e disinteressati, più istruiti e progrediti. A loro interessa piuttosto il silenzio, che è cosa ben diversa.
Il segreto settario, invece, arruola i suoi difensori tra i fratelli ludici e ingenui, che amano il fascino romanzesco dei cappucci e del frasario cifrato. A costoro si affiancano i campioni della mid-cult verniciata di pseudoesoterismo. Completano l’esercito dei segretisti alcuni falsi iniziati, vale a dire faccendieri, affaristi, informatori della polizia, lestofanti, tutta gente per la quale la copertura del segreto settario è assolutamente indispensabile.
I veri esoteristi, gli “incamminati” sul sentiero, teorizzano il più nobile (e innocuo) segreto iniziatico. Ma spesso per pigrizia mentale, o per uggia delle discussioni, finiscono per sopportare anche il segreto settario."
Nel capitolo XVIII del libro, intitolato “Proposte – un modo per uscirne”, l’autore propone di abolire i seguenti segreti:
a) l’annuario (liste dei massoni)
b) il giuramento del segreto (non solo per i nuovi iniziati ma sciogliere tutti i massoni esistenti dai giuramenti passati)
“È stato già chiarito che il silenzio nutre e protegge, il segreto invece logora e consuma. Il probabile (mitico o simbolico) segreto iniziatico – quello che nessuno ti ha mai detto e che tu non potrai mai dire – questo segreto indicibile (e non più confuso con quello dei massoni affaristi) sorgerà più luminoso nel cuore libero del fratello."
c) i cappucci neri
d) l’obbedienza.
“Il giuramento viene ripetuto e rinforzato di grado in grado, in forme talvota poco dignitose per un uomo libero, e che lavora in un tempio inalberante il trinomio Libertà-Uguaglianza-Fratellanza (...) I liberi muratori sono, appunto, liberi: e sono laici. A loro non compete l’obbedienza bensì il rispetto per i fratelli più anziani o più progrediti; sono due cose diverse."
e) la solidarietà (giuramento di prestare aiuto e assistenza ai fratelli)
“(...) soltanto i massoni hanno l’ingenuità, anzi la stupidità di giurare una cosa perfettamente inutile. Infatti se la fratellanza esiste, la solidarietà diventa spontanea. Se invece la fratellanza non esiste, allora il giuramento di solidarietà non serve a nulla, è ipocrita, burocratico”

## Opere
- Atlante Alchemico (tre pergamene e un volumetto, Maradei editore, 1967)
- Terzo Reich: Storia del Nazismo Vol.1:1918/1933 Preludio alla dittatura Vol.2: 1933/1939 L'impero di Hitler Vol.3: 1939/1945 Gli anni dell'apocalisse  (coautore, con Luciano Doddoli) Sadea editore,1965[7]
- Storia degli ultimi vent'anni. 2 volumi (coautore, con Luciano Doddoli) Sadea editore, 1967[8]
- La Spada del Trenta (romanzo) (prima edizione Marsilio 1977, seconda edizione 1988)
- Dinamiche di gruppo fra liberi muratori, Bastogi Ed., 1998 (saggio). Ripubblicato nel 2004 in volume unico con La spada del trenta[9]
- Iniziazione e segreto massonico: Problematiche e prospettive per il terzo millennio.(saggio) Bastogi Ed.,1998
- Come si diventa libero muratore: Percorsi di vita massonica (saggio) Edizioni Hermes/Mediterranee, 2010[10]
- Nove Lune Altrove (2004) (romanzo)
- Il patto della torre mangiata (2016) (opera teatrale pubblicata in proprio, da YouCanPrint)[11]
- Quaderni della sera: Riflessioni sul metodo costruttivo (2020) raccolta di pensieri scritti dal 2010 in poi. Stampa privata, fuori commercio. A cura di alcuni liberi muratori all’Oriente di Roma, in occasione dei 60 anni di militanza iniziatica del fratello Manlio, e dei suoi 90 anni di età.